# Област Скрапар
Област Скрапар (алб. Rrethi i Skraparit) је једна од 36 области Албаније. Има 30.000 становника (процена 2004), и површину од 775 km². У средишту је земље, а главни град је Чороводе.
Обухвата општине: Богов (Богово), Вндреш, Ђербс, Жеп, Љешњ, Пољичан, Потом, Ћендр (Центар), Чепан и Чоровод (Црна Вода).